# Pragmopora
Pragmopora — рід грибів родини Tympanidaceae. Назва вперше опублікована 1855 року.